# Bahamas nos Jogos Pan-Americanos de 1987
Bahamas competiu na 10º edição dos Jogos Pan-Americanos, realizados na cidade de  Indianápolis, nos Estados Unidos entre 7 e 23 de agosto de 1987.

## Medalhados

### Prata
- Atletismo
  - Salto em altura masculino: Troy Kemp
  - Lançamento do disco masculino: Bradley Cooper

### Bronze
- Atletismo
  - Triplo salto masculino: Frank Rutherford
  - 100 metros femenino: Pauline Davis-Thompson
  - 200 metros femenino: Pauline Davis-Thompson